# Zbelovska Gora
Zbelovska Gora – wieś w Słowenii, w gminie Slovenske Konjice. W 2018 roku liczyła 326 mieszkańców.